# Mike Byrne
Mike Byrne (6 febbraio 1990) è un batterista statunitense, dal 2009 al 2014 membro del gruppo alternative rock statunitense The Smashing Pumpkins.

## Biografia
Byrne è cresciuto a Beaverton, con i suoi genitori Eric e Chris Byrne. Ha iniziato a suonare la batteria regolarmente a dodici anni, suonando poi nelle band locali The Mercury Tree e Moses, Smell the Roses.
Il 17 agosto 2009 Byrne fu scelto da Billy Corgan, cantante e leader degli Smashing Pumpkins, per diventare il nuovo batterista della band, dopo l'abbandono del membro fondatore Jimmy Chamberlin. Durante l'agosto del 2009 ha suonato in sei concerti in memoria di Sky Saxon insieme agli Spirits in the Sky, band formata per l'occasione da Billy Corgan e comprendente anche Kerry Brown, Dave Navarro, Mark Tulin, Linda Strawberry, Ysanne Spevack, Kevin Dippold e Mark Weitz. Con gli Smashing Pumpkins Byrne prese parte alle registrazioni dell'incompiuto concept album Teargarden by Kaleidyscope e di Oceania. Nel giugno 2014 Billy Corgan annuncia che Byrne ha lasciato la band.